# Остербірюм
Остербірюм (нід. Oosterbierum, нід. вимова: [ˌoːs.tərˈbiː.rʏm]) — село в нідерландській провінції Фрисландія, на узбережжі Ватового моря. Входить до муніципалітету Вадхуке.
Його площа становить 5,45км², а населення станом на 2021 рік складало 540 осіб.
Перша згадка про населений пункт датується 13-им сторіччям.

## Галерея

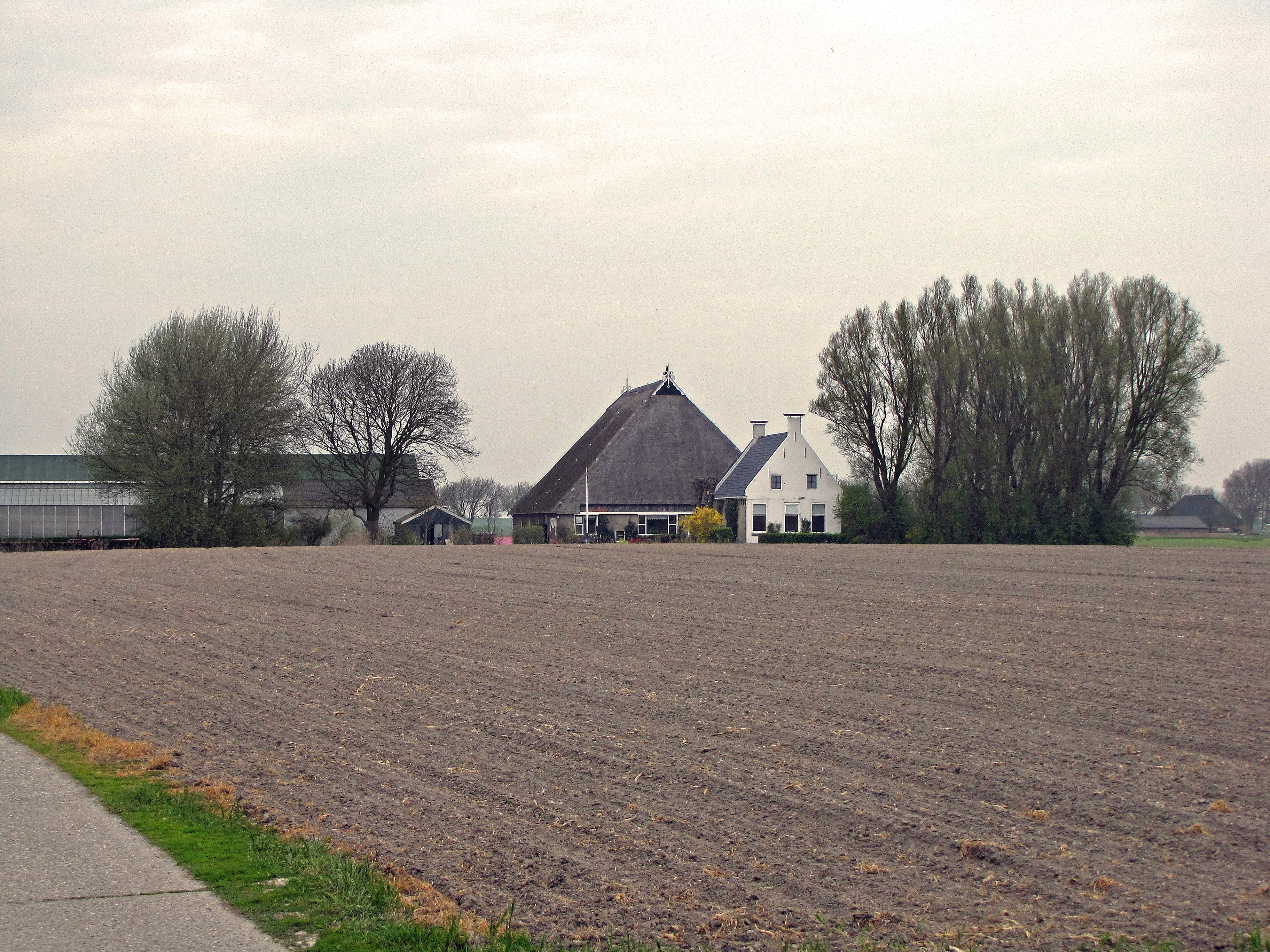
Ферма в Остербірюмі
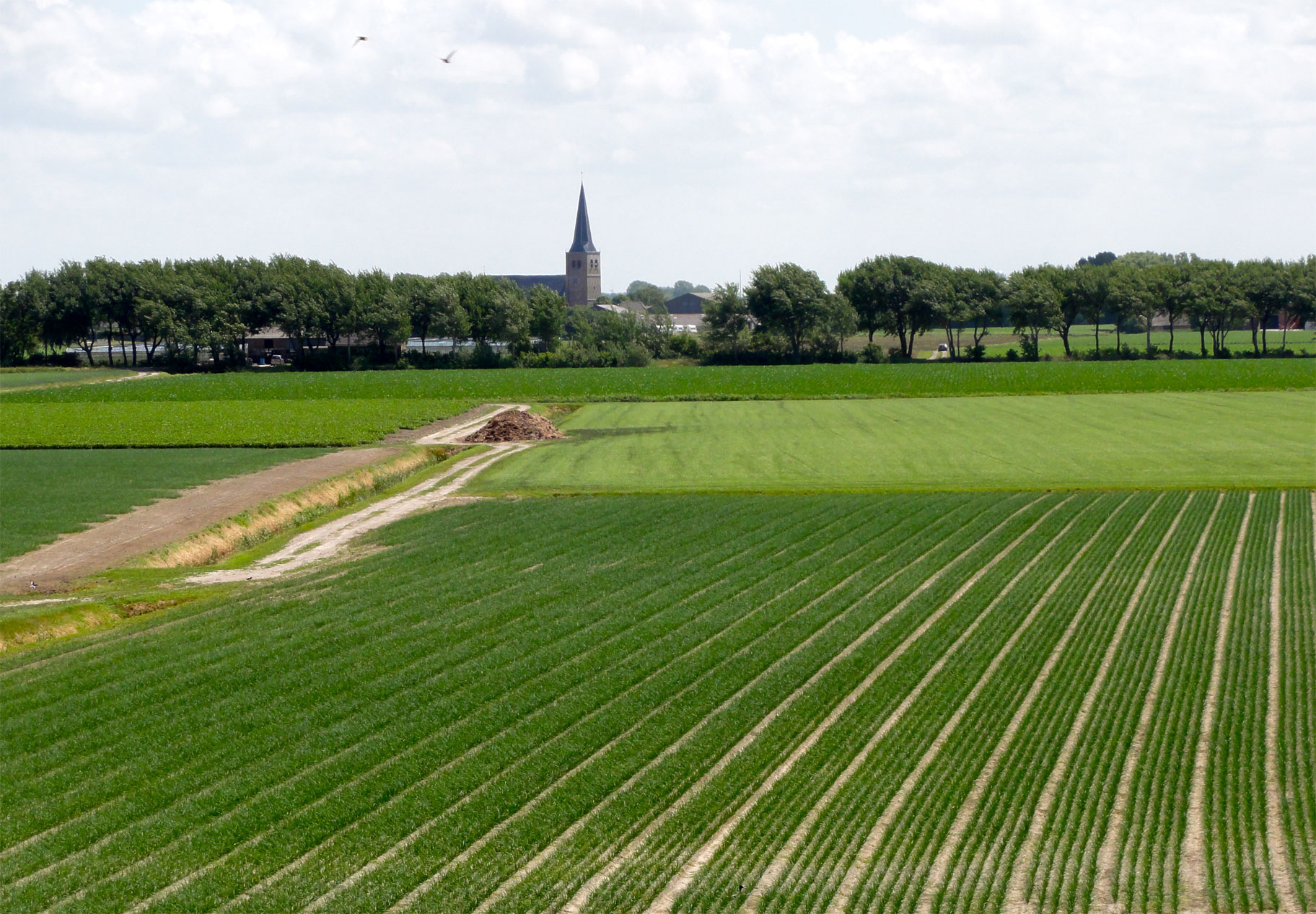
Вид на село
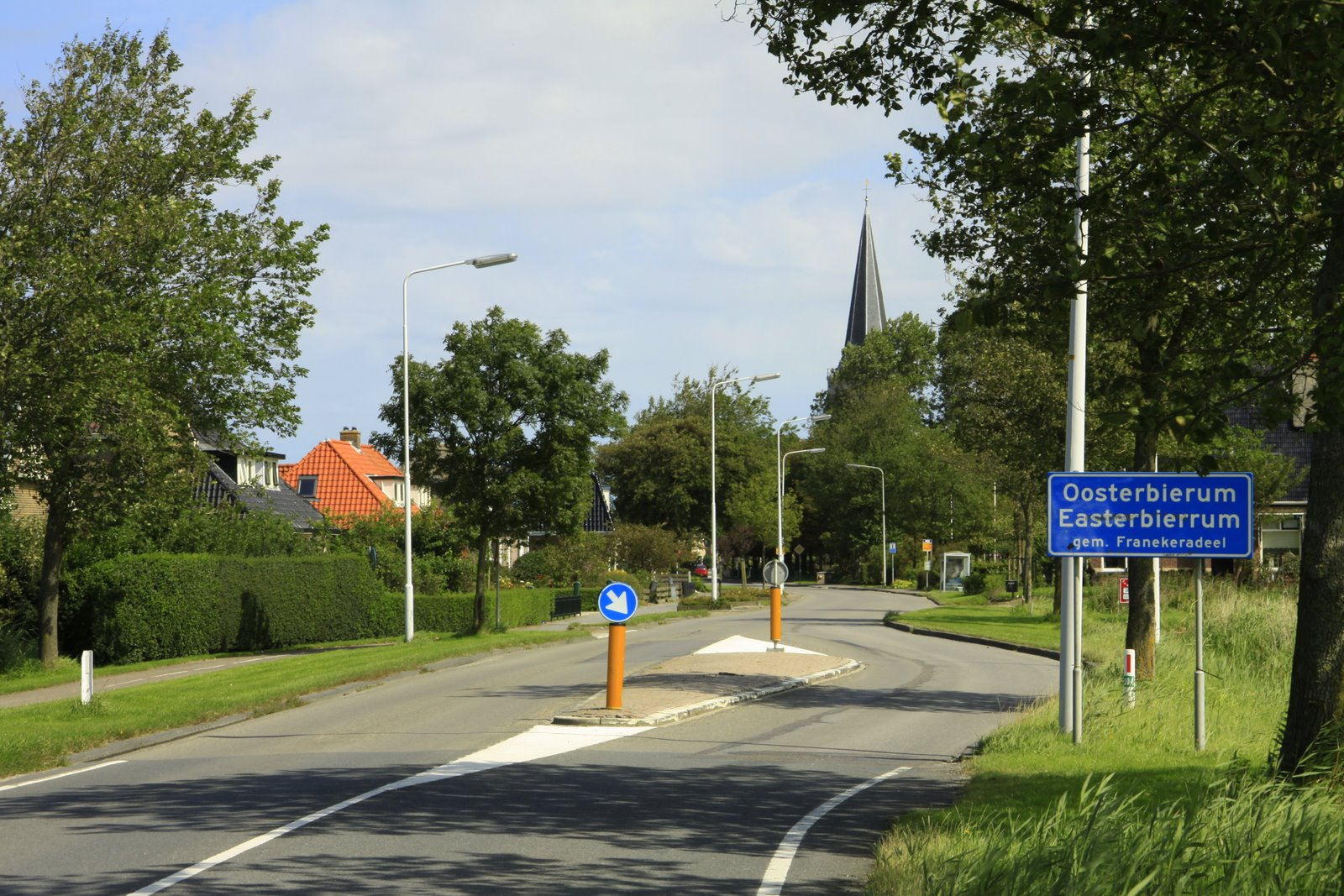
В'їзд до Остербірюма
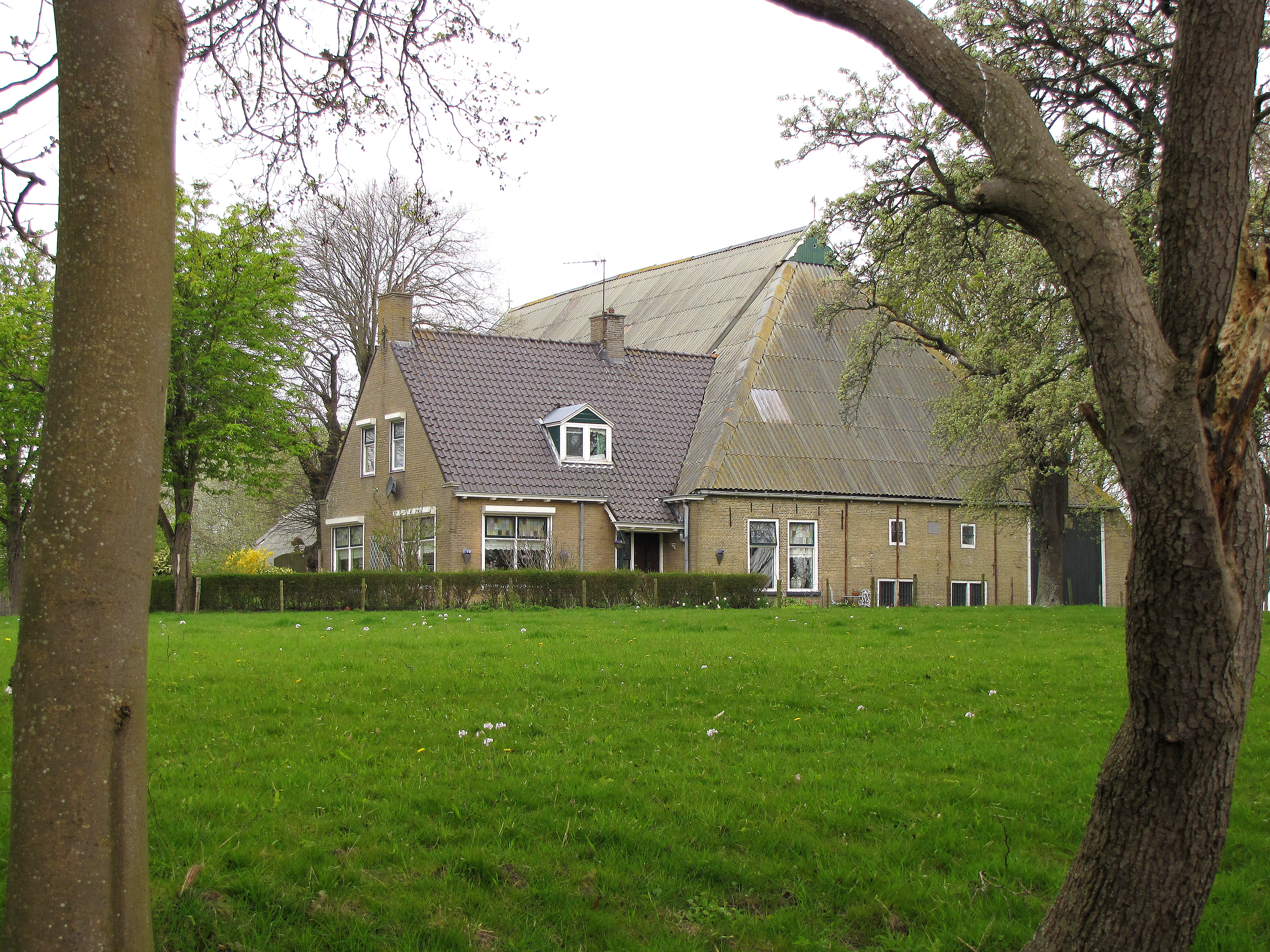
Ферма в Остербірюмі